# Varsonofij (Sudakov)
Varsonofij (světským jménem: Anatolij Vladimirovič Sudakov; * 3. června 1955, Malinovka) je ruský duchovní Ruské pravoslavné církve a metropolita petrohradský a ladožský.
Od 31. března 2009 je stálým členem Svatého synodu.

## Život
Narodil se 3. června 1955 ve vesnici Malinovka v Arkadovském rajónu Saratovské oblasti.
Roku 1972 dokončil Malinovskou střední školu a v letech 1973–1975 sloužil v řadách Sovětské armády. Stal se příslušníkem Skupiny sovětských vojsk v Německu, kde pracoval jako řidič tanku jednotek v Braniborsku a Postupimi. V listopadu 1975 po demobilizaci z armády se stal oltářníkem v chrámu svatého archanděla Michaela v Serdobsku.
V letech 1976–1979 studoval na Moskevském duchovním semináři a během studia v říjnu 1977 byl přijat jako poslušnik do Trojicko-sergijevské lávry. Dne 30. března 1978 byl představeným lávry archimandritou Ieronimem (Zinovjevem) postřižen na monacha se jménem Varsonofij na počest svatého Varsonofija biskupa tverského. Dne 27. dubna stejného roku jej arcibiskup dmitrovský Volodymyr (Sabodan) rukopoložil na hierodiakona a 26. listopadu na jeromonacha. Roku 1982 byl povýšen na igumena a v lávře působil jako pomocník sakristána a pomocník blagočinného.
V letech 1982–1986 studoval na Moskevské duchovní akademii, kde obhájil svou disertační práci na téma historie Athosu.
Během studia na Moskevských duchovních školách trávil prázdniny v monastýru Pühtitsa v Estonsku, kde mnohokrát sloužil s metropolitou tallinským a estonským Alexijem (Rüdigerem), který se později stal patriarchou moskevským.
Po dokončení studia byl na žádost biskupa penzenského a saranského Serafima (Tichonova) převeden do kléru penzenské eparchie.
Od 15. září 1986 do 15. června 1988 byl představeným chrámu Kazaňské ikony Matky Boží v Kuzněcku a poté do 7. února 1991 chrámu Zesnutí přesvaté Bohorodice v Penze a sekretářem eparchiální správy.
Roku 1987 byl povýšen na archimandritu.
Roku 1988 a 1990 byl účastníkem Místních soborů Ruské pravoslavné církve.
Dne 29. ledna 1991 byla Svatým synodem zřízena eparchie saranská a jejím prvním biskupem byl zvolen právě archimandrita Varsonofij. Dne 8. února 1991 proběhla v chrámu Zjevení Páně v Moskvě jeho biskupská chirotonie. Světitelem byl patriarcha moskevský Alexij II.
V únoru 2001 byl povýšen na arcibiskupa.
Dne 31. března 2009 byl Svatým synodem ustanoven vedoucím oddělení pro záležitosti Moskevského patriarchátu.
V letech 2009–2013 byl předsedou komise pro udělování řádů patriarchou moskevským.
Dne 25. prosince 2009 byl potvrzen ve funkci vedoucího oddělení pro záležitosti Moskevského patriarchátu.
Dne 1. února 2010 byl patriarchou moskevským Kirillem povýšen na metropolitu.
Od 22. března 2011 je členem Vyšší církevní rady.
Od května do října 2011 byl dočasným správcem nově zřízené ardatovské eparchie.
Dne 6. října 2011 jej Svatý synod ustanovil hlavou nově vzniklé mordovské metropole.
Dne 4. října 2012 byl Svatým synodem potvrzen ve funkci představeného monastýru svatého Jana Bohoslova v Makarovce.
Dne 19. března 2014 jej Svatý synod jmenoval metropolitou petrohradským a ladožským, hlavou petrohradské metropole, stálým členem Svatého synodu s dočasným zachováním funkce vedoucího oddělení pro záležitosti Moskevského patriarchátu. Jako vedoucí působil až do 26. února 2019.